# Парковское сельское поселение
Парковское сельское поселение — муниципальное образование в Тихорецком районе Краснодарского края России.
В рамках административно-территориального устройства Краснодарского края ему соответствует Парковский сельский округ.
Административный центр — посёлок Парковый.

## География
Рельеф равнинный, изредка пересечённый неглубокими балками. На территории поселения берут начало балки Атамановка, Козловка, Крутенькая и река Тихонькая.

## Население
| 2010  | 2012  | 2013  | 2014  | 2015  | 2016  | 2017  |
| ----- | ----- | ----- | ----- | ----- | ----- | ----- |
| 9378  | ↘7669 | ↘7652 | ↘7626 | ↘7586 | ↘7515 | ↘7403 |
| 2018  | 2019  | 2020  | 2021  | 2023  |       |       |
| ↘7332 | ↘7254 | ↗8633 | ↘8449 | ↘8300 |       |       |

## Населённые пункты
В состав сельского поселения (сельского округа) входят 10 населённых пунктов:
| №  | Населённый пункт | Тип населённого пункта | Население (чел.) |
| -- | ---------------- | ---------------------- | ---------------- |
| 1  | Ачкасово         | посёлок ж/д разъезда   | ↘48              |
| 2  | Восточный        | посёлок                | ↘987             |
| 3  | Западный         | посёлок                | ↘919             |
| 4  | Зеленый          | посёлок                | ↘574             |
| 5  | Крутой           | посёлок                | ↗811             |
| 6  | Парковый         | посёлок                | ↘4442            |
| 7  | Садовый          | посёлок                | ↘332             |
| 8  | Степной          | посёлок                | ↗280             |
| 9  | Урожайный        | посёлок                | ↗331             |
| 10 | Шоссейный        | посёлок                | ↘250             |

## История
В мае 2019 года к Парковскому сельскому поселению было присоединено упразднённое Крутое сельское поселение, в результате чего территория сельского поселения стала совпадать с территорией соответствующей административно-территориальной единицы — Парковского сельского округа (кроме хутора Атаманка, входящего в Юго-Северное сельское поселение).

## См.также
- Административно-территориальное деление Краснодарского края
- Парковский сельский округ